# Maltechnik

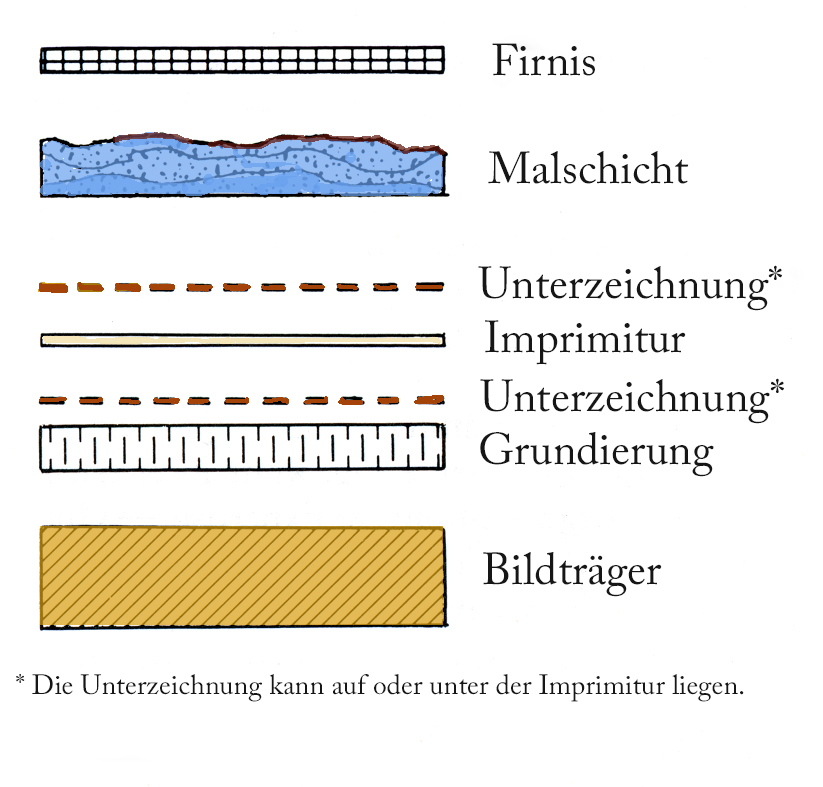
Der richtige Gemäldeaufbau spielt bei der altmeisterlichen Maltechnik eine wichtige Rolle.

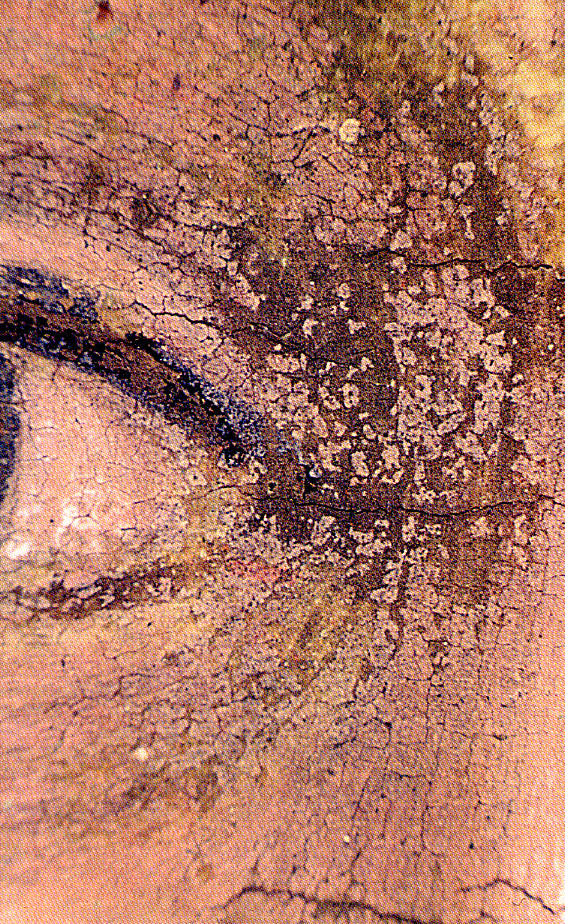
Unter dem Stereomikroskop lässt sich die typische Maltechnik des Inkarnates eines frühitalienischen Tafelbildes erkennen und rekonstruieren. Auf der weißen Gipsgrundierung (Gesso) liegt eine dünne Schicht Grüner Erde (s. oben rechts). Es folgt das sogenannte Verdaccio (Mischung aus Schwarz, Ocker, Rot, etwas Weiß) und darauf das Inkarnat aus Bleiweiß und Zinnober. Die Farbwirkung entsteht nicht durch Mischen der Farben, sondern durch das Aufeinanderlegen in dünnen Schichten (Subtraktive Farbmischung).

Der Begriff Maltechnik beinhaltet 1. die Technik des Farbauftrags auf einem Bildträger (Wand, Tafel, Leinwand, Pergament und Papier) mit den unterschiedlichsten Malwerkzeugen (vom Pinsel bis zur Spritzpistole) und 2. die Technik des gesamten Bildaufbaus von der Grundierung bis zum Firnis. Die genaue Beschreibung der verschiedenen Maltechniken (Freskomalerei, Temperamalerei, Ölmalerei, Aquarellmalerei, Gouachemalerei) wird hier nicht weiter behandelt. Sie findet sich in den entsprechenden Artikeln.

## Entwicklung

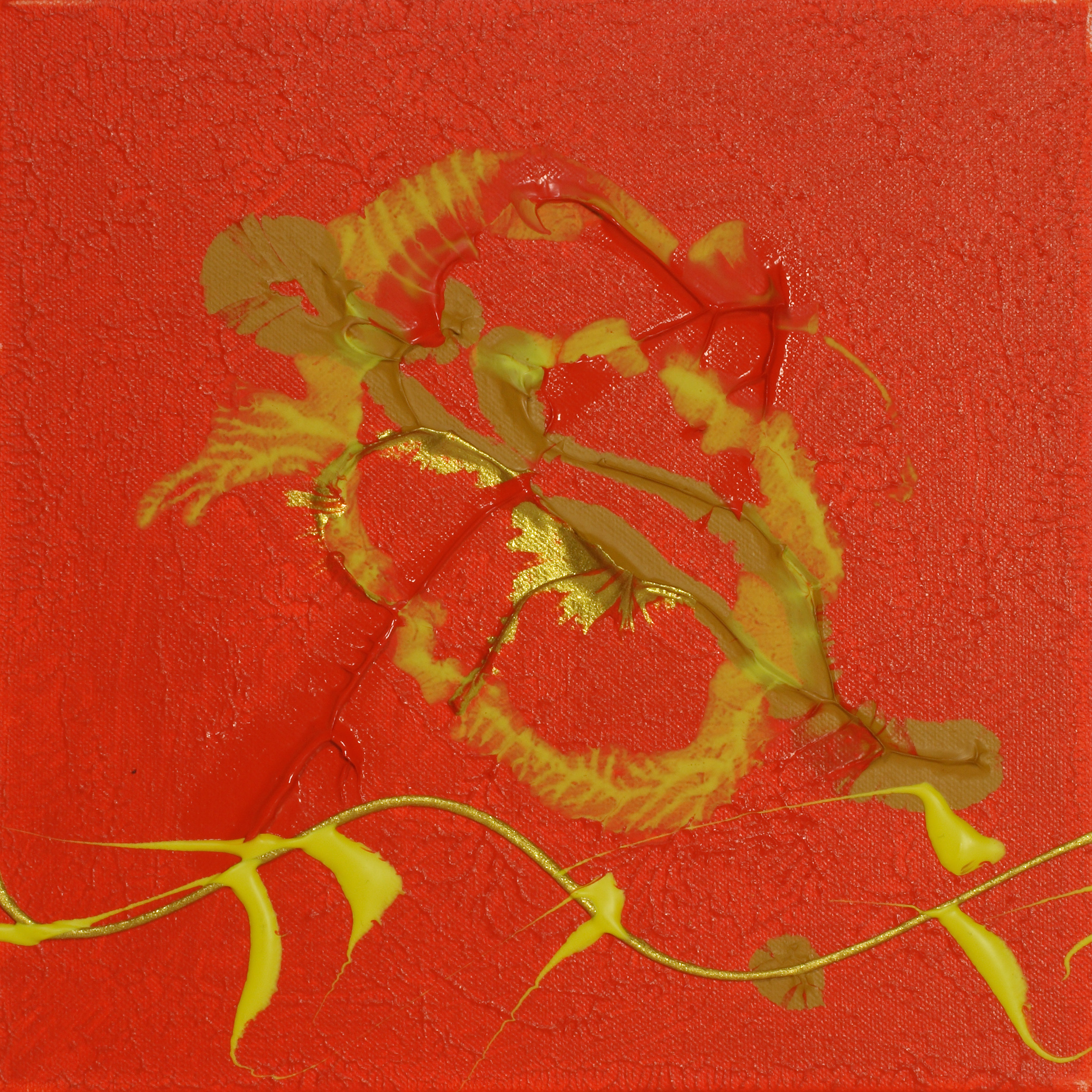
Acrylfarbe auf Leinwand.

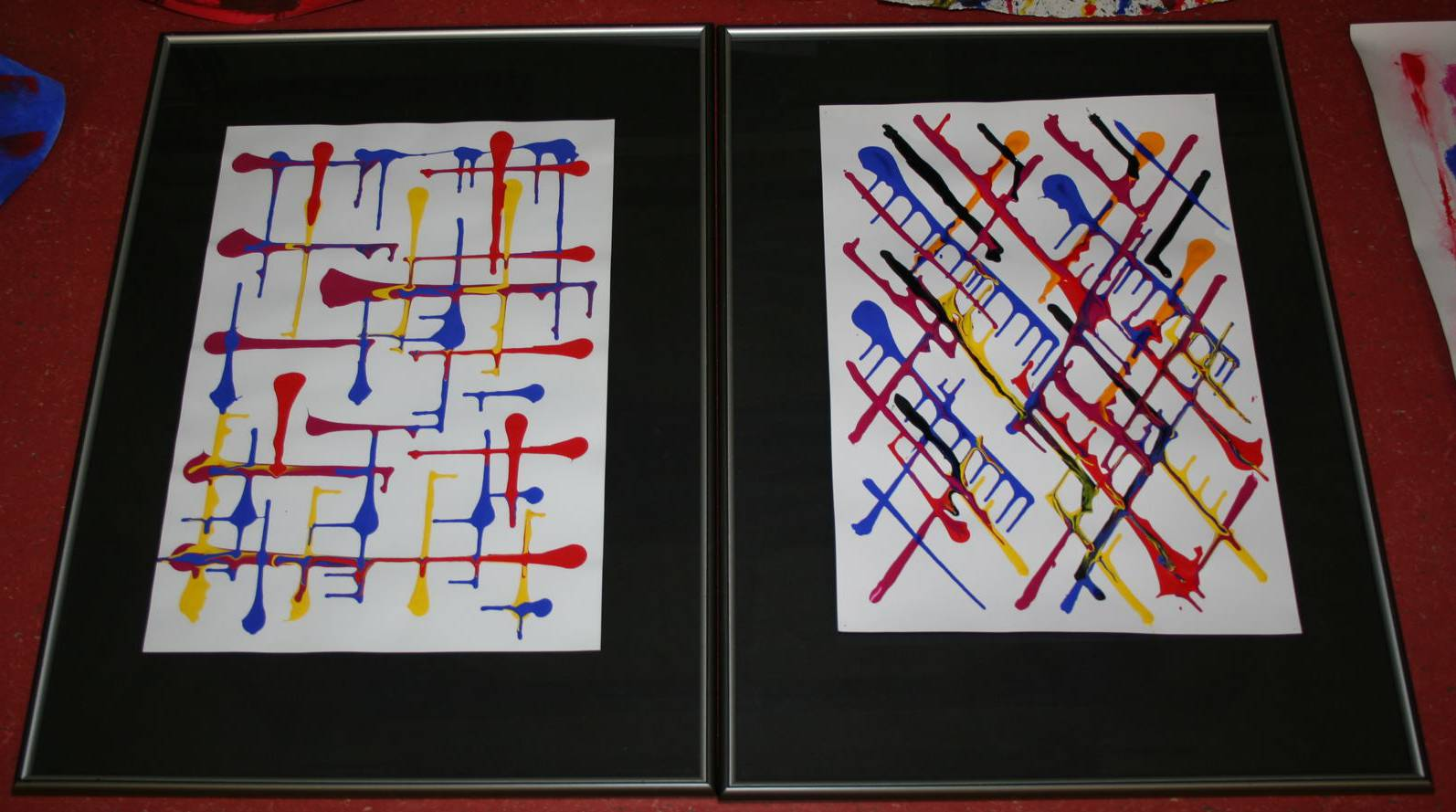
Experimentelle Bilder mit der Fließfähigkeit von Acrylfarben

Folgt man den Quellenschriften wird von den Autoren des Mittelalters bis zu Cennino Cennini (1370–1440) die Maltechnik für bestimmte Bereiche mehr oder weniger ausführlich beschrieben, während etwa 100 Jahre später Giorgio Vasari (1511–1574) in seinen Viten nur noch auf die Technik einzelner Künstler eingeht. Auch Albrecht Dürer (1471–1528) plante ein umfangreiches »Lehrbuch der Malerei« spätestens nach seiner 2. Italienreise (1505–1507) von dem leider nur der Teil »Von menschlicher Proportion« 1528 abgeschlossen und publiziert wurde. Auch Leonardo da Vincis Trattato della pittura enthält nur wenige Hinweise zur maltechnischen Ausführung von Gemälden.
Zusammenfassend lässt sich sagen: Jede Kunstepoche, jede große Kunstlandschaft (Italien, Niederlande, Deutschland, Frankreich und Spanien) hat ihre eigene unverwechselbare und typische Maltechnik. In diesen Kunstlandschaften sind es die Künstler, die mit und auf den gegebenen, das heißt, dort vorkommenden Materialien (Bildträger, Grundierung, Malschicht) ihre eigene und für ihre Schule typische Maltechnik entwickelten, sodass sie sich nicht nur maltechnisch, sondern auch stilkritisch von den Künstlern anderer Schulen, Kunstlandschaften und Jahrhunderten unterscheiden. Diese Entwicklung wird eingehend in den entsprechenden Artikeln (Freskomalerei, Temperamalerei, Ölmalerei, Aquarellmalerei, Gouachemalerei) behandelt.

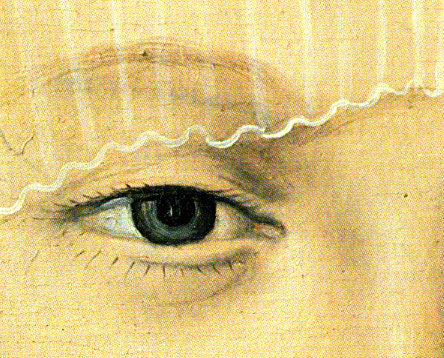
Im 16. Jahrhundert haben Künstler wie Lukas Cranach die Schattenpartie direkt auf den weißen Kreidegrund gelegt und, nach dem Trocknen/Oxidieren, darauf nur eine dünne, durchsichtige fleischfarbene Farbschicht. Der Kreidegrund wirkt als Reflektor des Lichtes und gibt dem Inkarnat seine Farbigkeit und Leuchtkraft.

Bedingt durch die Verwendung bestimmter Maltechniken und nur in diesen Techniken verwendeten Materialien (Bildträger, Pigmente, Bindemittel) kann es zu Erscheinungen, auch Verfalls- / Alterserscheinungen (z. B. Craquelé) kommen, die charakteristisch für eine bestimmte Zeit sind und zur Datierung eines Kunstwerkes beitragen können.
Von der Renaissance bis zum 19. Jahrhundert wurden Fragen der Maltechnik als reines Handwerk abgetan und die schöpferische Seite von Kunstwerken übermäßig glorifiziert. Erst in Bauhaus- und Jugendstil-Zeiten rückte der ästhetische Wert der Materialeigenschaften wieder in den Vordergrund. Manche Künstler verwarfen die breite Palette der Pigmente, die entwickelt worden waren, um feinste Farbnuancen wiedergeben zu können, und wendeten sich wieder einem symbolischen und expressiven Gebrauch der Farbe zu.

## Neue Entwicklungen
In der modernen Malerei erweitern neuentwickelte Bindemittel ständig die Ausdrucksmöglichkeiten. Eine Alternative oder Ergänzung zur Ölfarbe ist die um 1960 für die künstlerische Verwendung in Europa eingeführte Acrylfarbe, die schnell trocknet und dabei ihre Leuchtkraft behält. Sie kann in Impastotechnik mit Pinseln oder Malmessern aufgetragen werden und trocknet auch in starken Schichten ohne Risse. Mit Wasser verdünnt kann die Acrylfarbe lasierend vermalt werden. Die getrocknete Farbe ist leicht glänzend und bildet einen elastischen Film auf dem Malgrund.
Zudem entwickelten sich in der Moderne neue Arten des Farbauftrags. Insbesondere im abstrakten Expressionismus und im Action Painting wurde der Malgrund nicht nur mit Pinseln, Rollen u. ä. bemalt, sondern auch mit Farbe betröpfelt, beworfen, bespritzt etc. Eine andere neue Art des Farbauftrags ist der gesprühte Auftrag von Farbe, insbesondere aus der Farbsprühdose (z. B. bei Graffiti), der Farb-Spritzpistole oder mittels Airbrush.
Darüber hinaus finden heute auch traditionell unübliche Malgründe Verwendung. So wird in manchen Aktionen der Body-Art beispielsweise der menschliche Körper bemalt. Im Streetart- und Graffiti-Bereich können nahezu alle Oberflächen, die die Stadt bietet, zum Malgrund werden.
Zudem werden teilweise in der modernen und zeitgenössischen Malerei Gestaltungstechniken verwandt, bei denen sich Maltechniken mit Collage-Techniken, Drucktechniken, digitalen Techniken, Fotografie etc. überlagern.

## Erforschung
Zur Feststellung einer bestimmten Maltechnik und der in einer bestimmten Technik eingesetzten Materialien wird in der Tafelmalerei die Gemäldeflächen- und die Gemäldepunktuntersuchung (Gemäldeuntersuchung) verwendet.